# حزب دموکرات (اسپانیا)
حزب دموکرات (به اسپانیایی: Partido Democrático‎)، که به‌طور رسمی به عنوان حزب پیشرو دموکراتیک شناخته می‌شود، یک حزب سیاسی اسپانیا در زمان ایزابلا دوم (سلطنت ۱۸۳۳–۱۸۶۸) بود. این حزب یک سازمان مخفی بود و فقط طی سال‌های ۱۸۵۴–۱۸۵۶ به‌طور رسمی فعالیت می‌کرد.
در دهه ۱۸۴۰، محافظه‌کاران پارلمانی به استثنای لیبرال‌های حزب مترقی چپ مترقی حزب اعتدال در قدرت بودند. جناح چپ حزب پیشرو به‌طور فزاینده ای نسبت به رژیم سیاسی سلطنتی ایزابلین انتقاد می‌کرد و احساس می‌کرد که سیستم پارلمانی علیه آنها جمع شده‌است. آنها خواستار اصلاح نهادی ریشه‌ای و بنیادی که شامل حق رأی بود، شدند.
در این شرایط، انقلاب‌های ۱۸۴۸ در سراسر اروپا آغاز شد، و جناح رادیکال حزب پیشرو به ویژه تحت تأثیر انقلاب در فرانسه که جمهوری دوم را ایجاد کرد، تحت تأثیر قرار گرفت. این نمونه‌ها جریان چپ ترقی خواهان را بر آن داشت تا خواسته‌های سیاسی تندتری را که با سلطنت مشروطه موجود، نظیر جمهوری‌خواهی سازگار نیست، اتخاذ کنند.
در سال ۱۸۴۹، جناح چپ ترقی خواهان از هم گسیخته و حزب پیشرو دموکراتیک را تشکیل دادند، حزب که آنها را وارث واقعی سنت لیبرال رادیکال و یاکوبین اسپانیا می‌دانست. حزب جدید اتحادی از لیبرال‌های رادیکال و سوسیالیست‌های میانه‌گرا را نشان می‌داد. دموکرات‌ها به رهبری فرانسیسکو پی ی مارگال و کریستینو مارتوس خواستار پایان سلطنت محافظه کار پارلمان ملکه ایزابلا و اجرای کامل قانون اساسی ۱۸۱۲ شدند.
به دنبال انقلاب باشکوا در سال ۱۸۶۸، که ملکه ایزابلا را برکنار کرد، حزب به دلیل درگیری میان جناح‌های مختلف خود از هم پاشید.
- جناح cimbrios جایگزینی سلطنت محافظه کار پارلمانی ایزابل دوم را با سلطنت تشریفاتی زیر نظر آمادئو اول پذیرفت. آنها با نام cimbrios شناخته می‌شوند، آنها با حزب رادیکال دموکرات مانوئل روئز زوریلا ادغام می‌شوند.
- جناح فدرالیست، به رهبری رهبر حزب پی آی مارگال، سلطنت را به‌طور کامل رد کرد و خواستار جمهوری دموکراتیک شد. آنها به دنبال همکاری با جنبش کارگری اولیه اسپانیا و استقلال‌طلبان کاتالان بودند و در ادامه حزب جمهوری فدرال را تشکیل دادند.